# A.J. Wright
AJWright (tot 2009 gekend als A.J. Wright) was een Amerikaanse discountwarenhuisketen die actief was van 1998 tot 2011.

## Geschiedenis
De keten werd opgericht door TJX Companies, het moederbedrijf van onder andere T.J. Maxx en Marshalls, en richtte zich vooral op middeninkomensgezinnen met betaalbare kleding, huishoudartikelen, sieraden en meer.
De eerste zes winkels openden in de herfst van 1998 in het noordoosten van de VS, waaronder in Brockton, Somerville en Malden, Massachusetts. A.J. Wright groeide snel: tegen eind 2005 waren er 152 winkels verspreid over het land. De formule onderscheidde zich door dagelijkse leveringen van nieuwe producten, wat zorgde voor een steeds wisselend aanbod.

Toch kampte de keten met financiële uitdagingen. In 2006 werden 34 winkels gesloten vanwege tegenvallende prestaties. Uiteindelijk besloot TJX in december 2010 om het merk volledig op te heffen. Sommige winkels werden omgebouwd tot T.J. Maxx, Marshalls of HomeGoods, maar veel andere sloten definitief hun deuren. Deze beslissing leidde tot het verlies van ongeveer 4400 banen.